# City-Pier-City Loop 1987
De dertiende editie van de City-Pier-City Loop vond plaats op zondag 28 maart 1987.
De wedstrijd bij de mannen werd gewonnen door de Nederlander Marti ten Kate in 1:03.14. Hij versloeg met deze prestatie de Belg Alex Hagelsteens, die in 1:03.22 over de finish kwam. Bij de vrouwen besliste de Hongaarse Karolin Szabo de wedstrijd door in 1:10.58 als eerste te finishen.

## Uitslagen

### Mannen
| rang   | naam                  | land | tijd    |
| ------ | --------------------- | ---- | ------- |
| Goud   | Marti ten Kate        | NED  | 1:03.14 |
| Zilver | Alex Hagelsteens      | BEL  | 1:03.22 |
| Brons  | Kenneth Stuart        | ENG  | 1:04.20 |
| 4      | Willy Vanhuylenbroeck | BEL  | 1:04.29 |
| 5      | Nigel Gates           | ENG  | 1:04.59 |
| 6      | Salvatore Antibo      | ITA  | 1:05.03 |
| 7      | Giovanni D'aleo       | ITA  | 1:05.04 |
| 8      | Istvan Kerekjarto     | HUN  | 1:05.05 |
| 9      | Marco Milani          | ITA  | 1:05.06 |
| 10     | Janos Papp            | HUN  | 1:05.07 |
| 11     | René Stam             | NED  | 1:05.08 |
| 12     | Huub Pragt            | NED  | 1:05.18 |
| 13     | Peter Dall            | DEN  | 1:05.26 |
| 14     | Jan van Rijthoven     | NED  | 1:05.45 |
| 15     | Dirk Sander           | GER  | 1:05.54 |
| 16     | Aldo Fantoni          | ITA  | 1:06.29 |

### Vrouwen
| rang   | naam               | land | tijd    |
| ------ | ------------------ | ---- | ------- |
| Goud   | Karolin Szabo      | HUN  | 1:10.58 |
| Zilver | Agnes Pardaens     | BEL  | 1:12.37 |
| Brons  | Carla Beurskens    | NED  | 1:12.49 |
| 4      | Susan Dilnot       | ENG  | 1:13.43 |
| 5      | Carolyn Naisby     | ENG  | 1:14.21 |
| 6      | Olivia Grüner      | GER  | 1:14.30 |
| 7      | Susan Crehan       | ENG  | 1:14.51 |
| 8      | Agnes Sipka        | HUN  | 1:15.13 |
| 9      | Julia Gates        | ENG  | 1:15.14 |
| 10     | Tove Lorentzen     | DEN  | 1:15.53 |
| 11     | Silvana Cucchietti | ITA  | 1:16.10 |
| 12     | Christine Kennedy  | IRL  | 1:16.26 |
| 13     | Magda Ilands       | BEL  | 1:16.36 |
| 14     | Barbara Kamp       | NED  | 1:16.37 |

1975 ·
1976 ·
1977 ·
1978 ·
1979 ·
1980 ·
1981 ·
1982 ·
1983 ·
1984 ·
1985 ·
1986 ·
1987 ·
1988 ·
1989 ·
1990 ·
1991 ·
1992 ·
1993 ·
1994 ·
1995 ·
1996 ·
1997 ·
1998 ·
1999 ·
2000 ·
2001 ·
2002 ·
2003 ·
2004 ·
2005 ·
2006 ·
2007 ·
2008 ·
2009 ·
2010 ·
2011 ·
2012 ·
2013 ·
2014 ·
2015 ·
2016 ·
2017 ·
2018 ·
2019 (afgelast) ·
2020 ·
2021 (afgelast) ·
2022 ·
2023 ·
2024